# Michael Unterbuchner
Michael Unterbuchner (* 23. Mai 1988 in München) ist ein deutscher Dartspieler.

## Karriere

### Amateurbereich
Michael Unterbuchner spielt seit 2004 Darts und schloss sich im Jahre 2015 dem DC Black Birds Kelheim an, mit welchem ihm der Gewinn der deutschen Meisterschaft 2016 gelang. Nach dem Gewinn der Deutschen Mannschafts-Meisterschaft erreichte Unterbuchner im Einzel die Spitze der Rangliste des Deutschen Dart-Verbands. Aktuell spielt er für den Dart Pub 180 München.

### BDO/WDF
Unterbuchner qualifizierte sich für die im September 2017 ausgetragenen World Masters, scheiterte jedoch in der 1. Runde mit 2:3 Sets am Rumänen Adrian Frim. Im Vorfeld der BDO World Darts Championship 2018 erzielte der Kelheimer zudem gute Ergebnisse bei internationalen Darts-Turnieren wie den Italian Grand Masters, bei denen er das Finale erreichte. Als einer von vier unter 291 Dartspielern konnte sich Unterbuchner bei einem Qualifikationsturnier in England durchsetzen und erreichte auf diesem Wege die WM.
In der Vorrunde der Weltmeisterschaft setzte er sich dann gegen den Kanadier David Cameron durch und zog somit ins Hauptfeld des Turniers ein, wo er in der 1. Runde den Weltranglisten-Dritten Jamie Hughes mit 3:2 Sets schlagen konnte. Das Achtelfinale gewann Unterbuchner mit 4:2 Sets gegen den Routinier Martin Phillips, sodass er im Viertelfinale auf den Niederländer Richard Veenstra traf, den er ebenfalls mit 5:4 aus dem Turnier warf. Unterbuchner ist der erste Deutsche, der bei einer Darts-Weltmeisterschaft das Halbfinale erreichen konnte. Schon mit dem Erreichen des Achtelfinales hatte er das bis dahin beste WM-Ergebnis eines deutschen Dart-Spielers erreicht.
Am 3. Juni 2018 verlor er das Finale der BDO World Trophy 2018 mit 10:7 gegen Glen Durrant. Im Laufe der Saison 2018 erreichte er als erster Deutscher Platz 1 der WDF-Weltrangliste. Bei der BDO World Darts Championship 2019 wiederholte er seinen Vorjahreserfolg und unterlag im Halbfinale gegen Scott Waites. Nachdem er in der Saison 2019 aufgrund seiner beruflichen Situation weniger Turniere spielen konnte, erreichte er bei der BDO World Darts Championship 2020 nur das Achtelfinale.
Mitte Oktober war Michael Unterbuchner Teil des Teilnehmerfeldes beim World Masters 2024 in Budapest. Mit vier Siegen und nur einem verlorenen Leg überstand er dabei schadlos die Gruppenphase. Sein erstes K.-o.-Spiel gegen den Belgier James Vanbesien verlor er jedoch mit 4:5.

### PDC
Als einer der acht Repräsentanten der BDO qualifizierte sich Unterbuchner für den Grand Slam of Darts 2018. Hier gelangte er durch Siege über Ian White und Steve Hine in der Gruppenphase ins Achtelfinale, wo er sich mit 10:6 gegen James Wade durchsetzte, bevor er mit 6:10 gegen Gary Anderson unterlag.
Bereits im Dezember 2018 kündigte er an, dass er 2020 zur Professional Darts Corporation wechseln wird. Bei der Q-School 2020 erreichte er zwei Mal das Achtelfinale und verpasste damit den Gewinn einer PDC-Tour Card. Nach dem Rückzug von Martin Schindler und Robert Marijanović erhielt Unterbuchner eine Wild Card für die Super League Darts 2020, wo er das Halbfinale erreichte und dort gegen Dragutin Horvat ausschied.
Nach vereinzelten erfolglosen Qualifikationsteilnahmen in den Jahren 2015 bis 2018 gab er nach erfolgreicher Qualifikation für den European Darts Grand Prix 2020 sein Debüt auf der European Darts Tour, unterlag aber in der ersten Runde mit 4:6 Darius Labanauskas. Bereits in der darauffolgenden Woche nahm er an den International Darts Open 2020 teil.
Bei der PDC Qualifying School 2021 qualifizierte sich Unterbuchner für die PDC Pro Tour. Als Tour Card-Holder wäre Unterbuchner eigentlich auch für die UK Open qualifiziert gewesen. Er zog jedoch seine Teilnahme zurück. Sein erstes Pro Tour-Jahr blieb jedoch sonst ohne nennenswerte Erfolge. In seinem zweiten Pro Tour-Jahr sagte er seine Teilnahme an den UK Open erneut ab und spielte gerade einmal sechs Players Championships. Somit gab Unterbuchner seine Tour Card nach zwei Jahren wieder ab, wobei er auch nicht an der Q-School 2023 teilnahm.
Nach dem Verlust seiner Tour Card ging Unterbuchner bei den Dutch Open an den Start. Er spielte sich dabei bis unter die Letzten 64, wo er jedoch mit 1:4 gegen Ivo Leeksma verlor. Ende Februar nahm er daraufhin an den Slovak Open teil und kam ins Viertelfinale. Mitte April spielte sich Unterbuchner bei den Croatian Masters ins Viertelfinale, welches er mit 1:4 gegen Filip Ljubenko verlor. Anfang April schied er bei den Swiss Open im Halbfinale gegen den Turniersieger Liam Maendl-Lawrance mit 2:4.
Anfang Oktober spielte Unterbuchner in Belgien zwei WDF-Turniere. Bei den Cuesoul Bruges Open erreichte er dabei das Viertelfinale, welches er gegen den späteren Turniersieger Andy Baetens mit 1:4 verlor.
2024 war Unterbuchner wieder für die Q-School gemeldet. Mit sieben Siegen qualifizierte er sich dabei über die Rangliste für die Final Stage. In dieser schaffte er es, am zweiten Tag einen Punkt für die Rangliste einzuspielen. Da er den vierten Tag jedoch ausließ, erlangte er die Tour Card nicht zurück. Unterbuchner spielte daraufhin sowohl die Turniere der PDC Challenge Tour 2024, als auch die Turniere der PDC Europe Nex Gen 2024. Er qualifizierte sich für die im März und April stattfindenden German Drats Grand Prix und International Darts Open, wobei er bei zweiterem ein Spiel gewinnen konnte.
Auf der Challenge Tour stand Unterbuchner bei Turnier Nummer 11 im Finale, welches er gegen Christian Kist verlor. Die Challenge Tour Order of Merit beendete er auf Rang 23. Außerdem nahm Unterbuchner am World Masters 2024 teil. Er gewann dabei seine Gruppenphase, scheiterte aber im ersten K.-o.-Spiel an James Vanbesien.
Bei der Q-School 2025 zog Unterbuchner in die Final Stage ein, in der er am zweiten Tag das Achtelfinale erreichte. Insgesamt holte er sich drei Punkte für die Rangliste, was nicht für die Tour Card reichte.
Ende Mai/Anfang Juni stand Unterbuchner im Finale der Swiss Open, einem Silber-Turnier der WDF, welches er mit einem 5:2-Erfolg über Liam Maendl-Lawrance gewinnen konnte.

## Titel

### PDC
- Sonstige
  - PDC Europe Next Gen
    - PDC Europe Next Gen 2024: 18

### WDF
- Siber-Turniere
  - Swiss Open: (1) 2025

## Weltmeisterschaftsresultate

### BDO
- 2018: Halbfinale (4:6-Niederlage gegen  Mark McGeeney)
- 2019: Halbfinale (1:6-Niederlage gegen  Scott Waites)
- 2020: Achtelfinale (0:4-Niederlage gegen  Scott Mitchell)